# Finales NBA 2021
Navigation
Finales 2020 Finales 2022
Les finales NBA 2021 sont la dernière série de matchs de la saison 2020-2021 de la NBA et la conclusion des séries éliminatoires (playoffs) de la saison.
Dans cette série éliminatoire au meilleur des sept matchs, le champion de la Conférence Est, les Bucks de Milwaukee ont battu le champion de la Conférence Ouest, les Suns de Phoenix, 4-2, remportant leur second titre NBA, après leur succès de 1971.
Avec l’avantage du terrain, les Suns mènent la série 2-0 avant que les Bucks remportent les quatre matchs suivants. Giánnis Antetokoúnmpo est nommé MVP des Finales. La pandémie de COVID-19 ayant modifié le calendrier de la NBA pour la deuxième année consécutive, la date du début des finales a été reportée de sa période habituelle, au 6 juillet.
Chaque équipe fait sa 3e apparition en Finales NBA. Les deux équipes sont liées historiquement, puisque Phoenix et Milwaukee ont chacun commencé à jouer en tant qu’équipes d’expansion en 1968. Les deux équipes ont été impliquées dans un tirage à pile ou face pour récevoir le premier choix de la draft 1969, que les Bucks ont remporté et utilisé pour sélectionner Lew Alcindor, plus tard connu sous le nom de Kareem Abdul-Jabbar, en provenance d’UCLA. Ce dernier a mené les Bucks à leur premier titre en 1971. 
Ces finales sont les premières depuis 1971, à ne pas inclure de joueurs ayant déjà remporté un titre NBA. Seul Jae Crowder, des Suns, est le seul joueur de la série à avoir joué des Finales NBA en 2020.

## Contexte

### Bucks de Milwaukee
Sur les deux saisons précédentes, les Bucks avaient terminés avec le meilleur bilan de saison régulière, mais n'avaient pas atteint les Finales NBA lors de chaque campagne de playoffs. Sur l'intersaison 2020, des discussions autour de l'avenir de Giánnis Antetokoúnmpo ont vu le jour, c'est pourquoi la franchise des Bucks a remanié l'effectif avec l'arrivée de Jrue Holiday en provenance des Pelicans de La Nouvelle-Orléans, en échange d'Eric Bledsoe et George Hill.  La franchise a re-signé Antetokoúnmpo avec un contrat record de 228 millions de dollars sur 5 ans. Avec Khris Middleton et Brook Lopez, l’équipe termine la saison régulière avec un bilan de 46-26 et se positionne à la 3e place de la Conférence Est.
Au premier tour, les Bucks remporte facilement la série en quatre matchs contre le Heat de Miami, équipe face à laquelle ils avaient perdu en demi-finale de conférence la saison précédente. Cependant, Milwaukee doit perdre Donte DiVincenzo, sur blessure, pour la suite des playoffs, au cours du match 3. Les Bucks ont ensuite affronté les Nets de Brooklyn, 2e de la conférence, perdant les deux premiers matchs avant de remporter la série en sept matchs. En finale de conférence, ils ont éliminé les Hawks d'Atlanta, classés 5e durant la saison régulière, en six matchs pour atteindre les Finales NBA pour la première fois depuis 1974.

### Suns de Phoenix
Les Suns n’avaient qu’une moyenne de 30,2% de victoires au cours des cinq saisons précédentes avant l'entame de la saison 2020-2021. Durant l’intersaison 2020, Phoenix a acquis le All-Star Chris Paul du Thunder d'Oklahoma City en échange de Ricky Rubio et Kelly Oubre. Les Suns, avec un nouveau chef d'orchestre comme Paul en quête d'un titre, de l’étoile montante Devin Booker, du premier choix de draft 2018 Deandre Ayton et de l’entraîneur Monty Williams, ont terminé la saison régulière avec un bilan de 51-21 et la 2e place de la conférence Ouest. C'est leur première saison avec un bilan positif depuis la saison 2013-2014 et leur première qualification en playoffs depuis 2010. Pour la première fois depuis 2006-2007, ils se classent à la tête de la division Pacifique.
Phoenix commence sa campagne de playoffs en battant le 7e de la conférence et champion en titre de la NBA, les Lakers de Los Angeles au terme de six matchs. En demi-finale de conférence, ils ont battu en quatre matchs les Nuggets de Denver, 3e de la conférence. Les Suns ont ensuite vaincu les Clippers de Los Angeles, 4e de la conférence, en finale de conférence en six matchs, atteignant les Finales NBA pour la première fois depuis 1993. À 36 ans, Chris Paul fait sa première apparition en finales après 16 saisons dans la ligue.

## Lieux des Finales
Les deux salles pour le tournoi ces finales sont : la PHX Arena de Phoenix et le Fiserv Forum de Milwaukee.
| Suns de Phoenix   | \| Phoenix Milwaukee \| | Bucks de Milwaukee |
| PHX Arena         | \| Phoenix Milwaukee \| | Fiserv Forum       |
| Capacité: 18 422  | \| Phoenix Milwaukee \| | Capacité: 17 341   |
| PHX Arena         | \| Phoenix Milwaukee \| | Fiserv Forum       |
| Phoenix Milwaukee |                         |                    |

## Résumé de la saison

### Parcours comparés vers les finales NBA
| Conférence Ouest | Conférence Ouest                    | Conférence Ouest | Conférence Ouest | Conférence Ouest | Conférence Ouest | Conférence Ouest | Conférence Ouest |
| No               | Franchise                           | Vic.             | Def.             | MJ               | V/D              | GB               |                  |
| ---------------- | ----------------------------------- | ---------------- | ---------------- | ---------------- | ---------------- | ---------------- | ---------------- |
| 1                | z - Jazz de l'Utah*                 | 52               | 20               | 72               | .722             | –                |                  |
| 2                | y - Suns de Phoenix*                | 51               | 21               | 72               | .708             | 1                |                  |
| 3                | x - Nuggets de Denver               | 47               | 25               | 72               | .653             | 5                |                  |
| 4                | x - Clippers de Los Angeles         | 47               | 25               | 72               | .653             | 5                |                  |
| 5                | y - Mavericks de Dallas*            | 42               | 30               | 72               | .583             | 10               |                  |
| 6                | x - Trail Blazers de Portland       | 42               | 30               | 72               | .583             | 10               |                  |
|                  |                                     |                  |                  |                  |                  |                  |                  |
| 7                | x - Lakers de Los Angeles           | 42               | 30               | 72               | .583             | 10               |                  |
| 8                | x - Grizzlies de Memphis            | 38               | 34               | 72               | .528             | 14               |                  |
| 9                | o - Warriors de Golden State        | 39               | 33               | 72               | .542             | 13               |                  |
| 10               | o - Spurs de San Antonio            | 33               | 39               | 72               | .458             | 19               |                  |
|                  |                                     |                  |                  |                  |                  |                  |                  |
| 11               | o - Pelicans de La Nouvelle-Orléans | 31               | 41               | 72               | .431             | 21               |                  |
| 12               | o - Kings de Sacramento             | 31               | 41               | 72               | .431             | 21               |                  |
| 13               | o - Timberwolves du Minnesota       | 23               | 49               | 72               | .319             | 29               |                  |
| 14               | o - Thunder d'Oklahoma City         | 22               | 50               | 72               | .306             | 30               |                  |
| 15               | o - Rockets de Houston              | 17               | 55               | 72               | .236             | 35               |                  |

| Conférence Est | Conférence Est             | Conférence Est | Conférence Est | Conférence Est | Conférence Est | Conférence Est | Conférence Est |
| No             | Franchise                  | Vic.           | Déf.           | MJ             | V/D            | GB             |                |
| -------------- | -------------------------- | -------------- | -------------- | -------------- | -------------- | -------------- | -------------- |
| 1              | c - 76ers de Philadelphie* | 49             | 23             | 72             | .681           | –              |                |
| 2              | x - Nets de Brooklyn       | 48             | 24             | 72             | .667           | 1              |                |
| 3              | y - Bucks de Milwaukee*    | 46             | 26             | 72             | .639           | 3              |                |
| 4              | x - Knicks de New York     | 41             | 31             | 72             | .569           | 8              |                |
| 5              | y - Hawks d'Atlanta*       | 41             | 31             | 72             | .569           | 8              |                |
| 6              | x - Heat de Miami          | 40             | 32             | 72             | .556           | 9              |                |
|                |                            |                |                |                |                |                |                |
| 7              | x - Celtics de Boston      | 36             | 36             | 72             | .500           | 13             |                |
| 8              | x - Wizards de Washington  | 34             | 38             | 72             | .472           | 15             |                |
| 9              | o - Pacers de l'Indiana    | 34             | 38             | 72             | .472           | 15             |                |
| 10             | o - Hornets de Charlotte   | 33             | 49             | 72             | .458           | 16             |                |
|                |                            |                |                |                |                |                |                |
| 11             | o - Bulls de Chicago       | 31             | 41             | 72             | .431           | 18             |                |
| 12             | o - Raptors de Toronto     | 27             | 45             | 72             | .375           | 22             |                |
| 13             | o - Cavaliers de Cleveland | 22             | 50             | 72             | .306           | 27             |                |
| 14             | o - Magic d'Orlando        | 21             | 51             | 72             | .292           | 28             |                |
| 15             | o - Pistons de Détroit     | 20             | 52             | 72             | .278           | 29             |                |

### Confrontations en saison régulière
Phoenix remporte la série 2 à 0.
| 10 février 2021 | Rapport | Bucks de Milwaukee 124, Suns de Phoenix 125 | Bucks de Milwaukee 124, Suns de Phoenix 125 | Bucks de Milwaukee 124, Suns de Phoenix 125 |  | PHX Arena, Phoenix, Arizona |

| 19 avril 2021 | Rapport | Suns de Phoenix 128, Bucks de Milwaukee 127 | Suns de Phoenix 128, Bucks de Milwaukee 127 | Suns de Phoenix 128, Bucks de Milwaukee 127 | OT | Fiserv Forum, Milwaukee, Wisconsin |

## Matchs des Finales

### Match 1
| 6 juillet 2021 21h00 EDT | Rapport | Bucks de Milwaukee 105, Suns de Phoenix 118                   | Bucks de Milwaukee 105, Suns de Phoenix 118 | Bucks de Milwaukee 105, Suns de Phoenix 118    |  | PHX Arena, Phoenix, Arizona Affluence : 16 557 Arbitres : Marc Davis, Pat Fraher, Josh Tiven |
| 6 juillet 2021 21h00 EDT | Rapport | Score par quart-temps : 26-30, 23-27, 27-35, 29-26            |                                             |                                                |  | PHX Arena, Phoenix, Arizona Affluence : 16 557 Arbitres : Marc Davis, Pat Fraher, Josh Tiven |
| 6 juillet 2021 21h00 EDT | Rapport | Score par mi-temps : 49-57, 56-61                             |                                             |                                                |  | PHX Arena, Phoenix, Arizona Affluence : 16 557 Arbitres : Marc Davis, Pat Fraher, Josh Tiven |
| 6 juillet 2021 21h00 EDT | Rapport | Khris Middleton, 29 Giánnis Antetokoúnmpo, 17 Jrue Holiday, 9 | Points Rebonds Passes d.                    | Chris Paul, 32 Deandre Ayton, 19 Chris Paul, 9 |  | PHX Arena, Phoenix, Arizona Affluence : 16 557 Arbitres : Marc Davis, Pat Fraher, Josh Tiven |
| 6 juillet 2021 21h00 EDT | Rapport | Phoenix mène la série 1 à 0.                                  |                                             |                                                |  | PHX Arena, Phoenix, Arizona Affluence : 16 557 Arbitres : Marc Davis, Pat Fraher, Josh Tiven |

### Match 2
| 8 juillet 2021 21h00 EDT | Rapport | Bucks de Milwaukee 108, Suns de Phoenix 118                            | Bucks de Milwaukee 108, Suns de Phoenix 118 | Bucks de Milwaukee 108, Suns de Phoenix 118      |  | PHX Arena, Phoenix, Arizona Affluence : 16 583 Arbitres : Tony Brothers, Zach Zarba, Sean Wright |
| 8 juillet 2021 21h00 EDT | Rapport | Score par quart-temps : 29-26, 16-30, 33-32, 30-30                     |                                             |                                                  |  | PHX Arena, Phoenix, Arizona Affluence : 16 583 Arbitres : Tony Brothers, Zach Zarba, Sean Wright |
| 8 juillet 2021 21h00 EDT | Rapport | Score par mi-temps : 45-56, 63-62                                      |                                             |                                                  |  | PHX Arena, Phoenix, Arizona Affluence : 16 583 Arbitres : Tony Brothers, Zach Zarba, Sean Wright |
| 8 juillet 2021 21h00 EDT | Rapport | Giánnis Antetokoúnmpo, 42 Giánnis Antetokoúnmpo, 12 Khris Middleton, 8 | Points Rebonds Passes d.                    | Devin Booker, 31 Deandre Ayton, 11 Chris Paul, 8 |  | PHX Arena, Phoenix, Arizona Affluence : 16 583 Arbitres : Tony Brothers, Zach Zarba, Sean Wright |
| 8 juillet 2021 21h00 EDT | Rapport | Phoenix mène la série 2 à 0.                                           |                                             |                                                  |  | PHX Arena, Phoenix, Arizona Affluence : 16 583 Arbitres : Tony Brothers, Zach Zarba, Sean Wright |

### Match 3
| 11 juillet 2021 20h00 EDT | Rapport | Suns de Phoenix 100, Bucks de Milwaukee 120        | Suns de Phoenix 100, Bucks de Milwaukee 120 | Suns de Phoenix 100, Bucks de Milwaukee 120                         |  | Fiserv Forum, Milwaukee, Wisconsin Affluence : 16 637 Arbitres : Scott Foster, Eric Lewis, James Williams |
| 11 juillet 2021 20h00 EDT | Rapport | Score par quart-temps : 28-25, 17-35, 31-38, 24-22 |                                             |                                                                     |  | Fiserv Forum, Milwaukee, Wisconsin Affluence : 16 637 Arbitres : Scott Foster, Eric Lewis, James Williams |
| 11 juillet 2021 20h00 EDT | Rapport | Score par mi-temps : 45-60, 55-60                  |                                             |                                                                     |  | Fiserv Forum, Milwaukee, Wisconsin Affluence : 16 637 Arbitres : Scott Foster, Eric Lewis, James Williams |
| 11 juillet 2021 20h00 EDT | Rapport | Chris Paul, 19 Deandre Ayton, 9 Chris Paul, 9      | Points Rebonds Passes d.                    | Giánnis Antetokoúnmpo, 41 Giánnis Antetokoúnmpo, 13 Jrue Holiday, 9 |  | Fiserv Forum, Milwaukee, Wisconsin Affluence : 16 637 Arbitres : Scott Foster, Eric Lewis, James Williams |
| 11 juillet 2021 20h00 EDT | Rapport | Phoenix mène la série 2 à 1.                       |                                             |                                                                     |  | Fiserv Forum, Milwaukee, Wisconsin Affluence : 16 637 Arbitres : Scott Foster, Eric Lewis, James Williams |

### Match 4
| 14 juillet 2021 21h00 EDT | Rapport | Suns de Phoenix 103, Bucks de Milwaukee 109        | Suns de Phoenix 103, Bucks de Milwaukee 109 | Suns de Phoenix 103, Bucks de Milwaukee 109                            |  | Fiserv Forum, Milwaukee, Wisconsin Affluence : 16 911 Arbitres : James Capers, David Guthrie, Courtney Kirkland |
| 14 juillet 2021 21h00 EDT | Rapport | Score par quart-temps : 23-20, 29-32, 30-24, 21-33 |                                             |                                                                        |  | Fiserv Forum, Milwaukee, Wisconsin Affluence : 16 911 Arbitres : James Capers, David Guthrie, Courtney Kirkland |
| 14 juillet 2021 21h00 EDT | Rapport | Score par mi-temps : 52-52, 51-57                  |                                             |                                                                        |  | Fiserv Forum, Milwaukee, Wisconsin Affluence : 16 911 Arbitres : James Capers, David Guthrie, Courtney Kirkland |
| 14 juillet 2021 21h00 EDT | Rapport | Devin Booker, 42 Deandre Ayton, 17 Chris Paul, 7   | Points Rebonds Passes d.                    | Khris Middleton, 40 Giánnis Antetokoúnmpo, 14 Giánnis Antetokoúnmpo, 8 |  | Fiserv Forum, Milwaukee, Wisconsin Affluence : 16 911 Arbitres : James Capers, David Guthrie, Courtney Kirkland |
| 14 juillet 2021 21h00 EDT | Rapport | Egalité dans la série 2 à 2.                       |                                             |                                                                        |  | Fiserv Forum, Milwaukee, Wisconsin Affluence : 16 911 Arbitres : James Capers, David Guthrie, Courtney Kirkland |

### Match 5
| 17 juillet 2021 21h00 EDT | Rapport | Bucks de Milwaukee 123, Suns de Phoenix 119                         | Bucks de Milwaukee 123, Suns de Phoenix 119 | Bucks de Milwaukee 123, Suns de Phoenix 119       |  | PHX Arena, Phoenix, Arizona Affluence : 16 562 Arbitres : Marc Davis, Josh Tiven, James Williams |
| 17 juillet 2021 21h00 EDT | Rapport | Score par quart-temps : 21-37, 43-24, 36-29, 23-29                  |                                             |                                                   |  | PHX Arena, Phoenix, Arizona Affluence : 16 562 Arbitres : Marc Davis, Josh Tiven, James Williams |
| 17 juillet 2021 21h00 EDT | Rapport | Score par mi-temps : 64-61, 59-58                                   |                                             |                                                   |  | PHX Arena, Phoenix, Arizona Affluence : 16 562 Arbitres : Marc Davis, Josh Tiven, James Williams |
| 17 juillet 2021 21h00 EDT | Rapport | Giánnis Antetokoúnmpo, 32 Giánnis Antetokoúnmpo, 9 Jrue Holiday, 13 | Points Rebonds Passes d.                    | Devin Booker, 40 Deandre Ayton, 10 Chris Paul, 11 |  | PHX Arena, Phoenix, Arizona Affluence : 16 562 Arbitres : Marc Davis, Josh Tiven, James Williams |
| 17 juillet 2021 21h00 EDT | Rapport | Milwaukee mène la série 3 à 2.                                      |                                             |                                                   |  | PHX Arena, Phoenix, Arizona Affluence : 16 562 Arbitres : Marc Davis, Josh Tiven, James Williams |

### Match 6
| 20 juillet 2021 21h00 EDT | Rapport | Suns de Phoenix 98, Bucks de Milwaukee 105                                                                   | Suns de Phoenix 98, Bucks de Milwaukee 105 | Suns de Phoenix 98, Bucks de Milwaukee 105                           |  | Fiserv Forum, Milwaukee, Wisconsin Affluence : 17 397 Arbitres : Tony Brothers, Scott Foster, Eric Lewis |
| 20 juillet 2021 21h00 EDT | Rapport | Score par quart-temps : 16-29, 31-13, 30-35, 21-28                                                           |                                            |                                                                      |  | Fiserv Forum, Milwaukee, Wisconsin Affluence : 17 397 Arbitres : Tony Brothers, Scott Foster, Eric Lewis |
| 20 juillet 2021 21h00 EDT | Rapport | Score par mi-temps : 47-42, 51-63                                                                            |                                            |                                                                      |  | Fiserv Forum, Milwaukee, Wisconsin Affluence : 17 397 Arbitres : Tony Brothers, Scott Foster, Eric Lewis |
| 20 juillet 2021 21h00 EDT | Rapport | Chris Paul, 26 Jae Crowder, 13 Booker, Paul, 5                                                               | Points Rebonds Passes d.                   | Giánnis Antetokoúnmpo, 50 Giánnis Antetokoúnmpo, 14 Jrue Holiday, 11 |  | Fiserv Forum, Milwaukee, Wisconsin Affluence : 17 397 Arbitres : Tony Brothers, Scott Foster, Eric Lewis |
| 20 juillet 2021 21h00 EDT | Rapport | Milwaukee remporte la série 4 à 2 et remporte le titre NBA. Giánnis Antetokoúnmpo est nommé MVP des Finales. |                                            |                                                                      |  | Fiserv Forum, Milwaukee, Wisconsin Affluence : 17 397 Arbitres : Tony Brothers, Scott Foster, Eric Lewis |

## Équipes

### Bucks de Milwaukee
| Bucks de Milwaukee Effectif en Finales NBA                     |    |                        |                           |
| Entraîneur : Mike Budenholzer                                  |    |                        |                           |
| Ailier fort / Pivot                                            | 34 | /                      | Giannis Antetokoúnmpo (C) |
| Ailier                                                         | 43 | /                      | Thanásis Antetokoúnmpo    |
| Arriere                                                        | 3  | Drapeau des États-Unis | Elijah Bryant (R)         |
| Arriere / Ailier                                               | 24 | Drapeau des États-Unis | Pat Connaughton           |
| Ailier fort / Pivot                                            | 25 | Drapeau de la Guinée   | Mamadi Diakité (R)        |
| Arrière                                                        | 0  | Drapeau des États-Unis | Donte DiVincenzo          |
| Meneur / Arrière                                               | 7  |                        | Bryn Forbes               |
| Meneur / Arrière                                               | 21 | Drapeau des États-Unis | Jrue Holiday              |
| Ailier                                                         | 44 | Drapeau des États-Unis | Justin Jackson (TW)       |
| Pivot                                                          | 11 | Drapeau des États-Unis | Brook Lopez               |
| Arrière                                                        | 15 | Drapeau des États-Unis | Sam Merrill (R)           |
| Ailier                                                         | 22 | Drapeau des États-Unis | Khris Middleton (C)       |
| Ailier                                                         | 13 | /                      | Jordan Nwora (R)          |
| Ailier fort / Pivot                                            | 9  | Drapeau des États-Unis | Bobby Portis              |
| Meneur                                                         | 5  | Drapeau des États-Unis | Jeff Teague               |
| Arriere / Ailier                                               | 66 | Drapeau de la France   | Axel Toupane (TW)         |
| Ailier fort                                                    | 17 | Drapeau des États-Unis | P. J. Tucker              |
| (C) - Capitaine, (R) - Rookie, (TW) - Two-way contract, Blessé |    |                        |                           |

### Suns de Phoenix
| Suns de Phoenix Effectif en Finales NBA                        |    |                        |                            |
| Entraîneur : Monty Williams                                    |    |                        |                            |
| Arrière                                                        | 0  | Drapeau des États-Unis | Ty-Shon Alexander (R) (TW) |
| Pivot                                                          | 22 | Drapeau des Bahamas    | Deandre Ayton              |
| Arrière                                                        | 1  | Drapeau des États-Unis | Devin Booker (C)           |
| Ailier                                                         | 25 | Drapeau des États-Unis | Mikal Bridges              |
| Meneur                                                         | 4  | Drapeau des États-Unis | Jevon Carter               |
| Ailier                                                         | 12 | Drapeau des États-Unis | Torrey Craig               |
| Ailier / Ailier fort                                           | 99 | Drapeau des États-Unis | Jae Crowder                |
| Meneur / Arrière                                               | 2  | Drapeau des États-Unis | Langston Galloway          |
| Ailier fort                                                    | 23 | Drapeau des États-Unis | Cameron Johnson            |
| Pivot                                                          | 41 | /                      | Frank Kaminsky             |
| Meneur / Arrière                                               | 55 | Drapeau des États-Unis | E'Twaun Moore              |
| Ailier                                                         | 11 | /                      | Abdel Nader                |
| Meneur                                                         | 3  | Drapeau des États-Unis | Chris Paul                 |
| Meneur                                                         | 15 | Drapeau des États-Unis | Cameron Payne              |
| Ailier fort                                                    | 20 | Drapeau de la Croatie  | Dario Šarić                |
| Ailier fort / Pivot                                            | 10 | Drapeau des États-Unis | Jalen Smith (R)            |
| (C) - Capitaine, (R) - Rookie, (TW) - Two-way contract, Blessé |    |                        |                            |

## Statistiques individuelles

### Bucks de Milwaukee
| Joueur                 | MJ | MC | MPG  | FG%   | 3P%   | FT%   | RPG  | APG | SPG | BPG | PPG  |
| ---------------------- | -- | -- | ---- | ----- | ----- | ----- | ---- | --- | --- | --- | ---- |
| Giannis Antetokounmpo  | 6  | 6  | 39,8 | 61,8% | 20,0% | 65,9% | 13,2 | 5,0 | 1,2 | 1,8 | 35,2 |
| Thanasis Antetokounmpo | 1  | 0  | 2,0  | 0,0%  | 0,0%  | 0,0%  | 3,0  | 0,0 | 0,0 | 0,0 | 0,0  |
| Elijah Bryant          | 1  | 0  | 0,0  | 0,0%  | 0,0%  | 0,0%  | 0,0  | 0,0 | 0,0 | 0,0 | 0,0  |
| Pat Connaughton        | 6  | 0  | 30,0 | 47,5% | 44,1% | 50,0% | 5,8  | 1,2 | 0,2 | 0,0 | 9,2  |
| Bryn Forbes            | 3  | 0  | 7,3  | 30,0% | 33,3% | 0,0%  | 0,3  | 0,0 | 0,3 | 0,0 | 3,0  |
| Jrue Holiday           | 6  | 6  | 41,7 | 36,1% | 31,4% | 91,7% | 6,2  | 9,3 | 2,2 | 0,7 | 16,7 |
| Brook Lopez            | 6  | 6  | 24,5 | 48,3% | 23,8% | 80,0% | 5,3  | 0,2 | 0,7 | 0,7 | 11,5 |
| Sam Merrill            | 1  | 0  | 1,0  | 0,0%  | 0,0%  | 0,0%  | 0,0  | 0,0 | 0,0 | 0,0 | 0,0  |
| Khris Middleton        | 6  | 6  | 42,5 | 44,8% | 35,6% | 88,9  | 6,3  | 5,3 | 1,2 | 0,0 | 24,0 |
| Jordan Nwora           | 1  | 0  | 1,0  | 100%  | 100%  | 0,0%  | 1,0  | 0,0 | 0,0 | 0,0 | 3,0  |
| Bobby Portis           | 6  | 0  | 16,7 | 42,5% | 43,8% | 100%  | 4,0  | 0,2 | 0,7 | 0,3 | 7,7  |
| Jeff Teague            | 6  | 0  | 9,3  | 20,0% | 33,3% | 66,7% | 0,8  | 0,7 | 0,5 | 0,0 | 1,5  |
| P. J. Tucker           | 6  | 6  | 31,3 | 50,0% | 50,0% | 0,0%  | 3,8  | 1,2 | 1,0 | 0,0 | 4,0  |

### Suns de Phoenix
| Joueur            | MJ | MC | MPG  | FG%   | 3P%   | FT%   | RPG  | APG | SPG | BPG | PPG  |
| ----------------- | -- | -- | ---- | ----- | ----- | ----- | ---- | --- | --- | --- | ---- |
| Ty-Shon Alexander | 1  | 0  | 1,0  | 100%  | 0,0%  | 0,0%  | 0,0  | 0,0 | 0,0 | 0,0 | 2,0  |
| Deandre Ayton     | 6  | 6  | 37,5 | 53,1% | 0,0%  | 90,9% | 12,0 | 1,8 | 1,5 | 1,5 | 14,7 |
| Devin Booker      | 6  | 6  | 40,2 | 45,5% | 26,8% | 87,5% | 3,5  | 4,0 | 0,8 | 0,3 | 28,2 |
| Mikal Bridges     | 6  | 6  | 32,0 | 53,1% | 42,9% | 91,7% | 4,2  | 1,2 | 1,0 | 0,5 | 12,0 |
| Torrey Craig      | 6  | 0  | 10,7 | 40,0% | 30,0% | 50,0% | 1,3  | 0,2 | 0,0 | 0,0 | 2,8  |
| Jae Crowder       | 6  | 6  | 37,2 | 41,2% | 41,0% | 85,7% | 8,5  | 1,7 | 1,7 | 1,0 | 11,7 |
| Cameron Johnson   | 6  | 0  | 22,7 | 48,6% | 43,5% | 100%  | 3,2  | 0,8 | 0,5 | 0,5 | 8,5  |
| Frank Kaminsky    | 4  | 0  | 7,3  | 66,7% | 0,0%  | 0,0%  | 1,5  | 0,8 | 0,3 | 0,0 | 3,0  |
| Abdel Nader       | 2  | 0  | 4,0  | 0,0%  | 0,0%  | 0,0%  | 0,0  | 0,0 | 0,0 | 0,0 | 0,0  |
| Chris Paul        | 6  | 6  | 37,3 | 55,0% | 52,2% | 75,0% | 2,7  | 8,2 | 0,7 | 0,2 | 21,8 |
| Cameron Payne     | 6  | 0  | 15,7 | 46,3% | 35,7% | 50,0% | 2,5  | 1,7 | 0,7 | 0,0 | 7,3  |
| Dario Šarić       | 1  | 0  | 2,0  | 0,0%  | 0,0%  | 0,0%  | 1,0  | 0,0 | 0,0 | 0,0 | 0,0  |